# Ciudadela de Damasco
La ciudadela de Damasco (en árabe: قلعة دمشق‎: Qala'at Dimashq) es un gran palacio y ciudadela fortificada medieval, ubicada en Damasco, Siria. Forma parte de la Ciudad vieja de Damasco, que fue declarada Patrimonio de la Humanidad por la Unesco en 1979.
La actual ciudadelas fue fortificada por primera vez en 1076 por el turcomano Atsiz bin Uvak, aunque es posible, pero no ha sido probado, que una ciudadela se encontrara en este lugar durante los períodos helenístico y romano. Tras el asesinato de Atsiz bin Uvak, el proyecto fue finalizado por el gobernante selyúcida Tutush I. Posteriormente, los emires búridas y zénguidas llevaron a cabo modificaciones y le agregaron nuevas estructuras. Durante esta época, la ciudadela y la ciudad fueron sitiadas varias veces por los ejércitos cruzados y musulmanes. En 1174, la ciudadela fue capturada por Saladino, el sultán de Egipto ayubí, quien la convirtió en su residencia y modificó sus defensas y edificios residenciales.
El hermano de Saladino, Al-Adil I, reconstruyó por completo la ciudadela entre 1203 y 1216 debido al desarrollo del fundíbulo de contrapeso. Tras su muerte, luchas internas estallaron entre los otros príncipes ayubíes y si bien Damasco cambio de manos varias veces, la ciudadela fue tomada a la fuerza solo una vez en 1239. La ciudadela permaneció bajo control ayubí hasta que los mongoles dirigidos por su general Kitbuqa capturaron Damasco en 1260, con lo cual el dominio ayubí en Siria llegó a su fin. Después de que estallara una revuelta fallida en la ciudadela, los mongoles la desmantelaron en gran parte. Tras la derrota de los mongoles en 1260 por los mamelucos en 1260, quienes habían sucedido a los ayubíes como gobernantes de Egipto, Damasco quedó bajo control mameluco. Con excepción de breves períodos en 1300 y 1401, cuando los mongoles conquistaron Damasco, los mamelucos controlaron la ciudadela hasta 1516. En ese año, Siria cayó en manos otomanas. Damasco se rindió sin pelear y, a partir del siglo XVII hacia adelante, la ciudadela funcionó como cuarteles para los jenízaros, las unidades de infantería otomanas. La ciudadela comenzó a caer en el abandono en el siglo XIX y su último uso militar tuvo lugar en 1925, cuando soldados franceses bombardearon el casco antiguo de la ciudadela en respuesta a la Revolución siria contra el Mandato Francés de Siria. La ciudadela continuó sirviendo como cuartel y prisión hasta 1986, cuando comenzaron las excavaciones y la restauración arquitectónica, que todavía continuaban en 2011.
La ciudadela está ubicada en la esquina noroeste de las murallas de la ciudad, entre Bab al-Faradis y Bab al-Jabiyah. La ciudadela consiste en un muro de cortina más o menos rectangular que rodea un área de 160 por 240 metros. Los muros estaban originalmente protegidos por 14 torres enormes, pero solo 12 quedan en pie. La ciudadela posee puertas en los flancos norte, oeste y este. La ciudadela actual data principalmente del período ayubí, aunque incorpora secciones de la antigua fortaleza selyúcida. A raíz de varios asedios y sismos, se llevaron a cabo extensas reparaciones en los períodos mameluco y otomano.

## La antigua ciudadela

### Antes de la ciudadela
Se desconoce si un edificio se encontraba en el lugar de la ciudadela antes del siglo XI. En general, las Ghuta habían sido ocupadas desde, por lo menos, 9000 a. C.; sin embargo, no existe evidencia de un asentamiento al interior del área que está actualmente delimitada por las murallas de la ciudad de Damasco antes del primer milenio a. C. Lo más probable es que el área ocupada por la ciudadela estuviera fuera de este primer asentamiento. La presencia de una ciudadela durante el período helenístico es incierta. Sin duda, Damasco tuvo una ciudadela durante el período romano, pero no está claro si estaba ubicada en el sitio de la actual ciudadela.